# 돌산항
돌산항(突山港)은 대한민국 전라남도 여수시 돌산읍 군내리, 돌산도 섬에 있는 어항이다. 1971년 12월 21일 국가어항으로 지정되었으며, 관리청은 해양수산부 서해어업관리단, 시설관리자는 여수시장이다.

## 연혁
- 돌산항이 있는 군내리는 굴래리라고 부르며 1896년 돌산군이 설치되면서 군자의 행정구역 명칭이 붙은 듯하며, 내는 위치 지명으로 성의 안쪽 내를 말한다.[1]

- 어장과 가까운 거리에 있어 기상 악화시 주변 도서 지역 어선의 대피항으로 이용되는 돌산항은 1988년 기본 시설에 대한 계획을 수립했으며 1995년 정비계획을 세운 후 1998년 정비계획을 완료했다.[2]

## 어항 구역
본 항의 어항 구역은 다음과 같다.
- 수역[3]
  - 동측 및 서측 돌출부 선단에서 각각 대안 송도에 정남으로 연결한 선을 따라 형성된 공유수면
- 육역[4]
  - 전라남도 여수시 돌산읍 군내리 505-6 외 7필지(상세내역은 생략)

## 특색
- 돌산항 주변에 있는 은적암은 아름답고 고즈넉한 암자다. 바위가 병풍을 두른 듯 둘러쳐져 있으며, 주변에는 소나무가 많아 여름에는 시원하고, 계곡을 따라 흐르는 물소리가 귀에 들릴 정도이다. 돌산향교, 천왕산, 방죽포해수욕장과 더불어 돌산항에서 만나는 관광명소이다.[5]